# Tarucus
Tarucus is een geslacht van vlinders uit de familie Lycaenidae en de  onderfamilie Polyommatinae. De wetenschappelijke naam en de beschrijving van dit geslacht zijn voor het eerst gepubliceerd in 1881 door Frederic Moore.

## Soorten
- T. alteratus Moore, 1882
- T. ananda (de Nicéville, 1884)
- T. balkanica (Freyer, 1844) - Klein christusdoornblauwtje
- T. bengalensis Bethune-Baker, 1917
- T. bowkeri (Trimen, 1883)
- T. callinara (Butler, 1886)
- T. extricatus (Butler, 1886)
- T. grammicus (Grose-Smith & Kirby, 1893)
- T. hazara Evans, 1932
- T. indica Evans, 1932
- T. kiki Larsen, 1976
- T. kulala Evans, 1955
- T. legrasi Stempffer, 1948
- T. nara (Kollar, 1848)
- T. quadratus Oglivie-Grant, 1899
- T. rosacea Austaut, 1885 - Groot christusdoornblauwtje
- T. sybaris (Hopffer, 1855)
- T. theophrastus (Fabricius, 1793) - Moors christusdoornblauwtje
- T. thespis (Linnaeus, 1764)
- T. ungemachi Stempffer, 1942
- T. venosus Moore, 1882
- T. waterstradti Druce, 1895